# Mimulosia griveaudianus
Mimulosia griveaudianus là một loài bướm đêm thuộc phân họ Arctiinae, họ Erebidae.